# Plesiopliopithecus rhodanica
Plesiopliopithecus rhodanica es una especie extinta de primate catarrino descubierta en Francia, procedente de mediados del Mioceno (Biozona MN7). Fue descrita por Ginsburg & Mein en 1980.